# Communauté de communes de la Vallée de la Risle
La communauté de communes de la Vallée de la Risle est une ancienne communauté de communes française, située dans le département de l'Orne et la région Basse-Normandie.

## Histoire
Créée le 26 décembre 1995, la communauté de communes fusionne le 1er janvier 2013 avec la communauté de communes du Pays du Merlerault pour former la communauté de communes des Vallées du Merlerault. Son siège était à la mairie de Sainte-Gauburge-Sainte-Colombe. 
Elle avait pour compétence le développement économique, la voirie, l'aménagement de l’espace, l'environnement, l'aide sociale, le service d'incendie et de scolarité, le tourisme et la culture.

## Composition
Elle regroupait quatre communes du département de l'Orne (trois du canton du Merlerault et une du canton de Moulins-la-Marche) :
1. Échauffour
2. Planches
3. Sainte-Gauburge-Sainte-Colombe
4. Saint-Pierre-des-Loges

## Administration
| Période                                  | Période       | Identité       | Étiquette | Qualité                                 |
| ---------------------------------------- | ------------- | -------------- | --------- | --------------------------------------- |
| janvier 1996                             | décembre 2012 | Philippe Bigot | UMP       | Maire de Sainte-Gauburge-Sainte-Colombe |
| Les données manquantes sont à compléter. |               |                |           |                                         |